# ザップ (音楽グループ)
ザップ（Zapp）は、ロジャー・トラウトマンが中心となり、レスター、ラリー、テリーらトラウトマン兄弟を中心として1970年代に結成されたアメリカ合衆国のファンク・バンドである。

## 歴史
トラウトマン兄弟はオハイオ州ハミルトン出身。1951年生まれのロジャー・トラウトマンは、1960年代後半には早くも音楽活動を開始し、ティーン・レコードに録音を残している。デイトンでバンド活動を続けていた頃、幼なじみであったブーツィー・コリンズの紹介でジョージ・クリントンに見いだされる。ロジャーたちはPファンクの前座として経験を積んだ後、1980年にデビューを実現した。特にトーク・ボックスを自在に操るロジャーのヴォーカルは個性的で、後のアフロアメリカン音楽家に影響を与えた。
ブーツィー・コリンズがプロデュースを担当したファースト・アルバムには、「モア・バウンス・トゥ・ジ・アウンス」が収録され、同曲はR&Bチャートで2位となり、アルバムはゴールド・ディスクに認定された。また、セカンド・アルバムには「ドゥー・ワ・ディティ」などの曲が収録された。また1981年にはロジャーのソロ・アルバムが発表され「悲しいうわさ」「ドゥ・イット・ロジャー」「ソー・ラフ、ソー・タフ」などのファンク・ナンバーがソウル・チャートでヒットした。「悲しいうわさ」はマーヴィン・ゲイのカバーである。ロジャーとザップは、この後もウィルソン・ピケットやミラクルズなどの曲をカバーした。1980年代を通してザップはコンスタントにアルバムを発表し、一時はジェームス・ブラウンやPファンクの後継者はロジャーとプリンスであるとも見られた。1980年代末から1990年代前半には、サンプラーの普及により、1980年代のザップの音源が、EPMDらの若いラップ世代の音楽製作の素材になり始めた。来日公演も何回も行っている。ロジャーは、1990年にはバンドで稼いだ資金をもとに建設会社を創業したが、これが仇となった。建設会社は多額の負債を抱えて倒産し、兄弟間に亀裂が入り始める。バンドの活動も、アフリカン・アメリカン音楽の主流が、R&Bやファンクからヒップホップに移っていったことや音楽性の行き詰りで、1980年代ほどの勢いを持続できなくなった。
破局は1999年の4月に訪れた。ザップの元メンバーであったラリー・トラウトマンが、金銭上のトラブルからロジャー (1951年11月29日 - 1999年4月25日)をショットガンで射殺し、自らも自殺してしまった。リーダーを失ったザップは1999年に解散。その後、テリーがロジャー譲りのトーク・ボックスをプレイし、ザップ名義での通算6作目のアルバム『Zapp VI: Back by Popular Demand』をリリース。ニュー・ザップは活動を継続している。

## ディスコグラフィ

### スタジオ・アルバム
- 『ザップ!』 - Zapp (1980年)
- 『ワンダー“ザップ”ランド』 - Zapp II (1982年)
- 『ハッピー・ザップ』 - Zapp III (1983年)
- 『ニュー・ザップ・フォー・ユー』 - The New Zapp IV U (1985年)
- 『V』 - Zapp Vibe (1989年)
- Zapp VI: Back by Popular Demand (2003年)
- Zapp VII: Roger & Friends (2018年)